# MF Mazovia
MF Mazovia – prom typu RoPaX, od 2014 roku pływający u polskiego armatora Polferries. Wybudowany został w 1996 w stoczni P.T. Pelita Bahari w Indonezji jako Gotland. W latach 1996-97 pływał dla armatora Rederi AB Gotland. Już w roku następnym kolejny armator – Finnlink – przemianował go na Finnarrow.
W latach 2007–2011 obsługiwał linię Gdynia – Karlskrona w Szwecji, wyczarterowany przez szwedzkiego armatora Stena Line od Finnlinka. Dzięki niemu liczba miejsc frachtowych na trasie Gdynia – Karlskrona wzrosła o 60%. Po wygaśnięciu umowy czarterowej jednostka wróciła pod fińską banderę, do Finnlinka. Tu, w latach 2011–2013, prom obsługiwał linię Kapellskär – Naantali.
W 2013 roku prom uległ wypadkowi w walijskim porcie w Holyhead. Po remoncie, w latach 2013–2014, obsługiwał linię Patras – Igoumenitsa – Brindisi na Morzu Śródziemnym, w barwach włoskiego armatora – Grimaldi Lines.
Od grudnia 2014 roku należy do Polskiej Żeglugi Bałtyckiej, został zakupiony celem obsługi pod marką Polferries linii Świnoujście – Ystad, pod nazwą „Mazovia”. Przed wejściem do eksploatacji odbył remont modernizacyjny w Szczecinie. Dziób statku został ozdobiony grafiką ryby, nawiązującą stylistyką do wycinanek łowickich, wykonaną przez Mariusza Warasa.
Prom rozpoczął regularne kursy na trasie Świnoujście – Ystad od 15 czerwca 2015 roku.
Prom po przebudowie w 2015 roku może zabrać na pokład 1000 pasażerów w tym 506 w kabinach. Dysponuje linią załadunkową (2400 m), mieszczącą 110 zestawów drogowych (TIR-ów) lub ok. 600 samochodów osobowych. Prędkość promu to 21 węzłów.

## Galeria

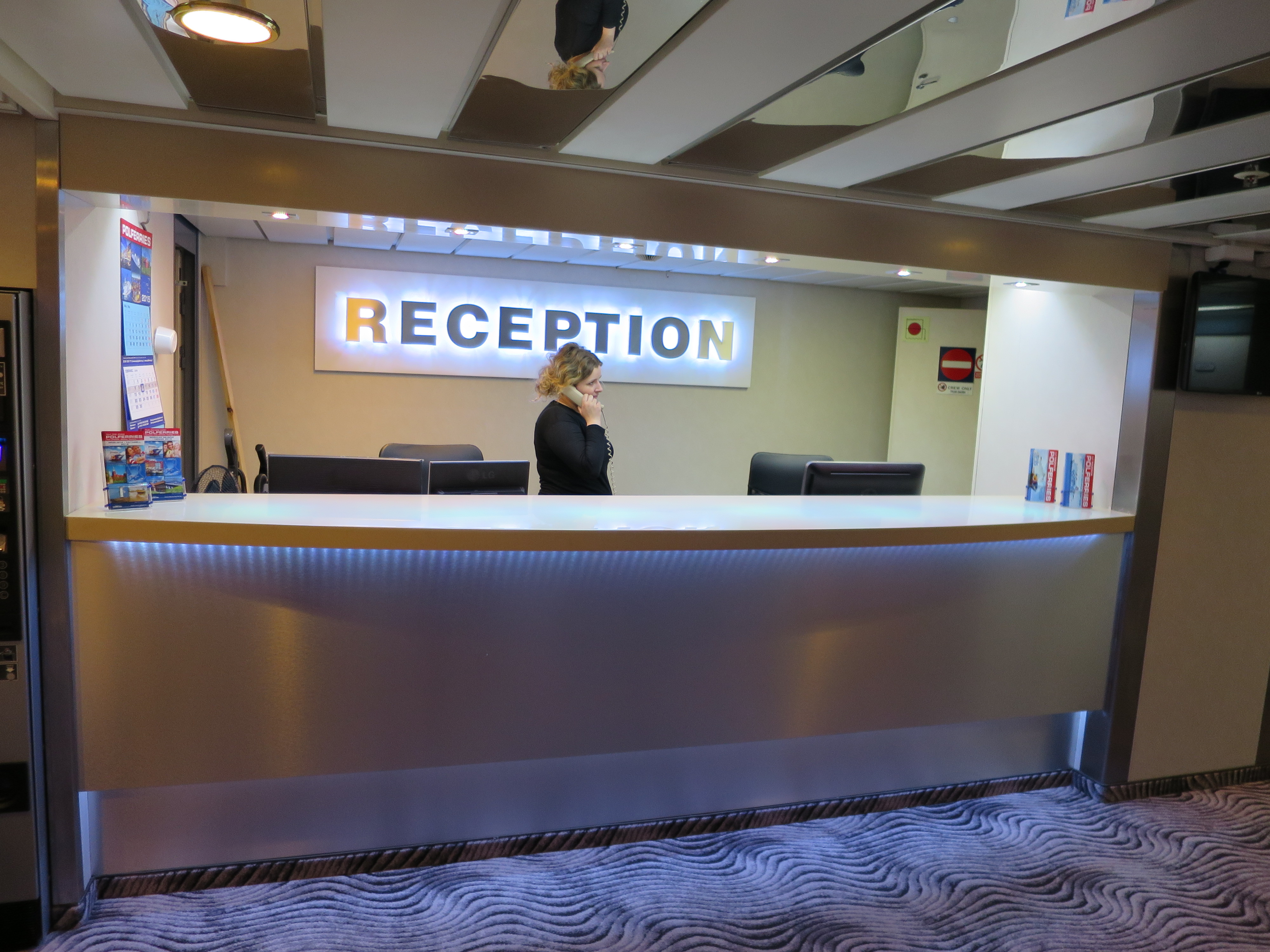
Recepcja MF Mazovia
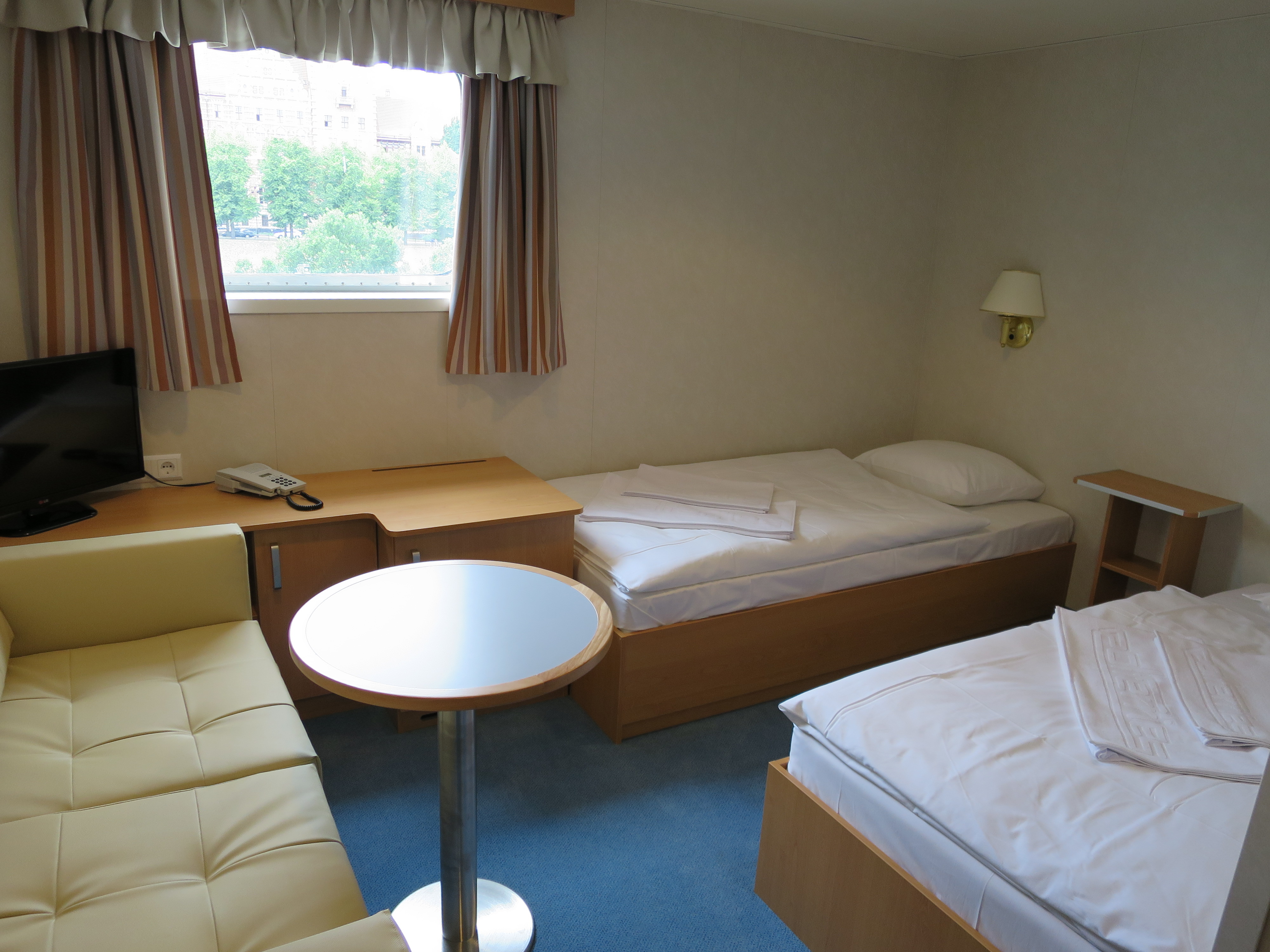
Kabina 2-osobowa
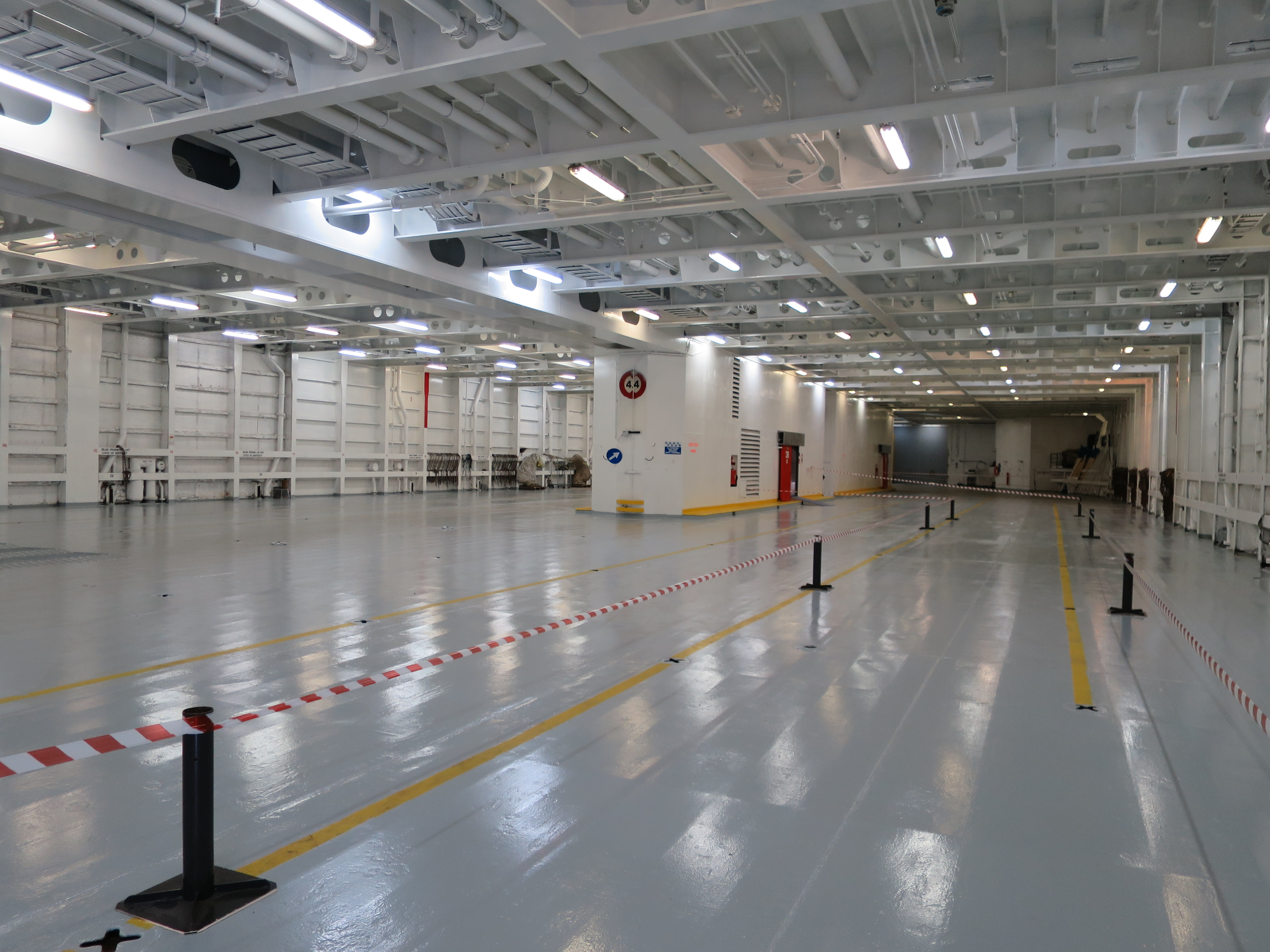
Pokład ładunkowy